# Tochovice
Tochovice är en ort i Tjeckien.   Den ligger i regionen Mellersta Böhmen, i den centrala delen av landet, 60 km sydväst om huvudstaden Prag. Tochovice ligger 491 meter över havet och antalet invånare är 571.
Terrängen runt Tochovice är platt. Runt Tochovice är det ganska glesbefolkat, med 42 invånare per kvadratkilometer. Närmaste större samhälle är Příbram, 10,6 km norr om Tochovice. Trakten runt Tochovice består till största delen av jordbruksmark.